# 伊藤笏康
伊藤 笏康（いとう しゃっこう、1945年 - ）は、日本の科学哲学者、英語学者、聖徳大学教授。専門は言語学、科学哲学。伊藤公一の別名がある。
東京都生まれ。1972年東京大学農学部農芸化学科卒業、1978年同大学院理学系研究科科学哲学満期退学。放送大学助教授、聖徳大学文学科助教授、教授。
2021.11.23 死去

## 著書
- 『科学哲学 パラダイムを生みだす知のかたち』伊藤公一 放送大学教育振興会 1992
- 『科学の哲学 人間に何が分かるか』放送大学教育振興会 1996
- 『人間に何が分かるか 知識の哲学』勁草書房 2001
- 『言葉と発想』放送大学教育振興会 2011
- 『逆転の英文法 ネイティブの発想を解きあかす』NHK出版新書 2014

### 翻訳
- ケン・ウィルバー編『空像としての世界　ホログラフィのパラダイム』井上忠、山本巍,佐野正博共訳　青土社、1983
- ジェリー・A.フォーダー『精神のモジュール形式 人工知能と心の哲学』信原幸弘共訳 産業図書 1985
- デヴィッド・ボーム『全体性と内蔵秩序』井上忠,佐野正博共訳 青土社 1986
- H.ファイグル『こころともの』荻野弘之共訳 勁草書房 双書プロブレーマタ 1989

## 論文
- Cinii